# Wiesław Bar
Wiesław Stanisław Bar (ur. 1958) – polski duchowny katolicki, franciszkanin konwentualny (OFMConv.), kanonista, profesor nauk prawnych, nauczyciel akademicki Katolickiego Uniwersytetu Lubelskiego Jana Pawła II.

## Życiorys
W 1981 ukończył studia prawnicze na Wydziale Prawa i Administracji Uniwersytetu Jagiellońskiego, a w 1993 w zakresie prawa kanonicznego na Papieskiej Akademii Teologicznej w Krakowie. W latach 1982–1987 odbył studia teologiczno-filozoficzne w Wyższym Seminarium Duchownym Franciszkanów w Krakowie.
W 1997 na Wydziale Prawa, Prawa Kanonicznego i Administracji Katolickiego Uniwersytetu Lubelskiego Jana Pawła II na podstawie rozprawy pt. Sendero Luminoso jako prześladowca w rozumieniu prawa kanonizacyjnego napisanej pod kierunkiem Henryka Misztala otrzymał stopień naukowy doktora nauk prawnych w zakresie prawa kanonicznego. Tam też w 2004 na podstawie dorobku naukowego oraz monografii pt. Sprawy kanonizacyjne Męczenników XX wieku. Studium nad jurysprudencją Kongregacji uzyskał stopień doktora habilitowanego nauk prawnych w zakresie prawa kanonicznego. W 2015 prezydent RP Bronisław Komorowski nadał mu tytuł naukowy profesora nauk prawnych.
W 2001 został adiunktem na Wydziale Prawa, Prawa Kanonicznego i Administracji Katolickiego Uniwersytetu Lubelskiego, gdzie w 2005 powołano go na stanowisko kierownika Katedry Prawa Kanonizacyjnego. W 2004 został też prodziekanem tego wydziału, powtórnie wybranym w 2008. W 2005 objął tam stanowisko profesora nadzwyczajnego.
W 2019 został członkiem Rady Doskonałości Naukowej I kadencji, a w 2021 konsultorem Rady Prawnej Konferencji Episkopatu Polski.

## Wybrane publikacje
- Ujrzeli Peru i niebo otwarte... (2015)
- Sytuacja prawno-polityczna ministrów kultów w Meksyku (2013)
- Dialogi z Męczennikami: 15 dialogów na 15-lecie śmierci Sług Bożych Zbigniewa Strzałkowskiego i Michała Tomaszka, franciszkanów (2011)
- Przygotowanie sprawy beatyfikacyjnej: aktualny stan prawny (współredakcja: Lidia Fiejdasz, 2010)
- Cuda w sprawach kanonizacyjnych (red. nauk., 2006)
- Świętość kanonizowana według papieży Jana Pawła II i Benedykta XVI (współredakcja: Henryk Misztal, 2006)
- Sprawy kanonizacyjne Męczenników XX wieku: studium nad jurysprudencją Kongregacji (2003)
- Divina et humana: księga jubileuszowa w 65. rocznicę urodzin księdza profesora Henryka Misztala (współredakcja: Antoni Dębiński, Piotr Stanisz, 2001)
- Słudzy Boży Zbigniew Strzałkowski i Michał Tomaszek: męczennicy z Peru (+1991) (2001)
- Na krwawym szlaku: Sendero Lumineso – prześladowca (1999)
- Biegli w postępowaniu kanonizacyjnym: materiały IV Ogólnopolskiego Sympozjum Prawa Kanonizacyjnego KUL, Lublin 22–23 V 1998 r. (współredaktor: Henryk Misztal, 1999)[1]